# IOS 7
iOS 7 é a sétima versão do sistema operacional móvel criado pela Apple, o iOS, sucedendo ao iOS 6, anunciado pela empresa na Apple Worldwide Developers Conference (WWDC) em 10 de junho de 2013 e lançado em 18 de setembro do mesmo ano. Foi a primeira reestruturação completa do iOS desde seu lançamento em 2007.
O sistema inclui uma interface do usuário redesenhada e inúmeras alterações de funcionalidade. A concepção de novos elementos do iOS 7 foi liderada por Jony Ive, vice-presidente sênior de design da Apple.

## História
Com a entrada de Jony Ive como vice-presidente sênior de design, houve uma especulação de que ele procuraria remover elementos de skeumorfismo dentro do iOS, uma vez que Jony Ive é considerado um defensor do design minimalista, contrariamente a Scott Forstall (ex-vice-presidente sênior) e Steve Jobs (ex-CEO).
Em 10 de junho de 2013, na WWDC, o iOS 7 foi anunciado e lançado para os desenvolvedores registrados, estando disponível para o iPhone 4 ou mais recente; e iPod Touch (5ª geração). Somente com a segunda versão beta que o iPad 2 ou mais recente; e o iPad Mini, foram suportados. Em 10 de setembro de 2013, no evento do iPhone, a Apple anunciou que o iOS 7 seria lançado publicamente no dia 18 de setembro de 2013 para iPhone, iPod Touch e iPad. Neste mesmo dia, a empresa liberou a versão final do iOS 7 para desenvolvedores.

## Design
Anunciado como a "maior mudança no iOS desde a introdução do iPhone", a mudança mais notável foi uma reformulação da interface do usuário. O iOS 7 visivelmente retirou elementos skeumórficos a favor do design gráfico mais plano. Os ícones do iOS 7 foram projetados pela equipe de marketing da Apple, seguindo uma paleta de cores.

## Polêmicas
O iOS 7 foi sem dúvida a maior mudança do sistema móvel da Apple, porém nem todos gostaram. Alguns usuários relataram em fóruns na Internet casos de vertigem, dor de cabeça e náuseas, causados pelas animações e o colorido do novo iOS 7, deixando-os tontos. O Safari também foi alvo de queixas, pelo seu novo design que encolhe o espaço de visualizações do conteúdo na web. Por esses e outros motivos, o 7 foi a versão do iOS que mais demorou para seus usuários atualizarem.

## Novidades

### AirDrop
O iOS 7 integra o AirDrop, recurso de compartilhamento via Wi-Fi da Apple, para o iPhone 5 ou posterior; iPod Touch (5ª geração); iPad (4ª geração); iPad Air e iPad Mini.

### App Store
A App Store oferece mais opções de pesquisa por faixa etária e apresenta uma nova seção, chamada "Por Aqui", que permite ao usuário descobrir quais aplicativos são populares em sua área. A App Store também suporta atualizações automáticas de aplicativos.

### Câmera
A nova interface da câmera suporta os três modos anteriores de fotografia (vídeo, foto e foto panorâmica), bem como um novo modo de fotos quadradas. O aplicativo também oferece nove filtros de fotos.

### Central de controle
Com o iOS 7, foi introduzido uma Central de Controle que pode ser acessada puxando para cima a partir do canto inferior da tela. Nela, existem opções para ativar/desativar o modo avião, Wi-Fi, bluetooth, modo "não perturbe" e bloqueio de tela, além de opções de brilho, controles de música e áudio, AirDrop, AirPlay e atalhos para lanterna, relógio, calculadora e câmera.

### Multitarefa
No iOS 7, a função de multitarefa permite ao usuário visualizar cada aplicativo aberto, mostrando o ícone e a tela do mesmo. Também existe uma opção para atualizações em segundo plano. A função de multitarefa foi introduzida no iOS 4, porém somente os ícones dos aplicativos abertos poderiam ser visualizados.

### Outras atualizações
Os papéis de parede no iOS 7 acompanham o movimento do usuário, utilizando o giroscópio para criar tal efeito. As fotos no iOS 7 são organizadas por data e localização, podendo também serem organizadas por ano. O Photo Stream do iCloud suporta compartilhamento de vídeo.
O Safari no iOS 7 possui um campo de busca inteligente unificado e novo modo de visualização em abas, além de melhoramentos na lista de leitura e compartilhamento no Twitter. Siri apresenta um novo design translúcido para combinar com o resto do sistema; novas vozes masculinas e femininas; um maior controle sobre as configurações do sistema; e suporte para Wikipédia e Bing. Outras alterações incluem sincronização da Central de Notificações e disponibilidade na tela de bloqueio, além de ativação de travamento através do aplicativo "Buscar iPhone".

## Suporte
O iOS 7 é suportado nos seguintes dispositivos:

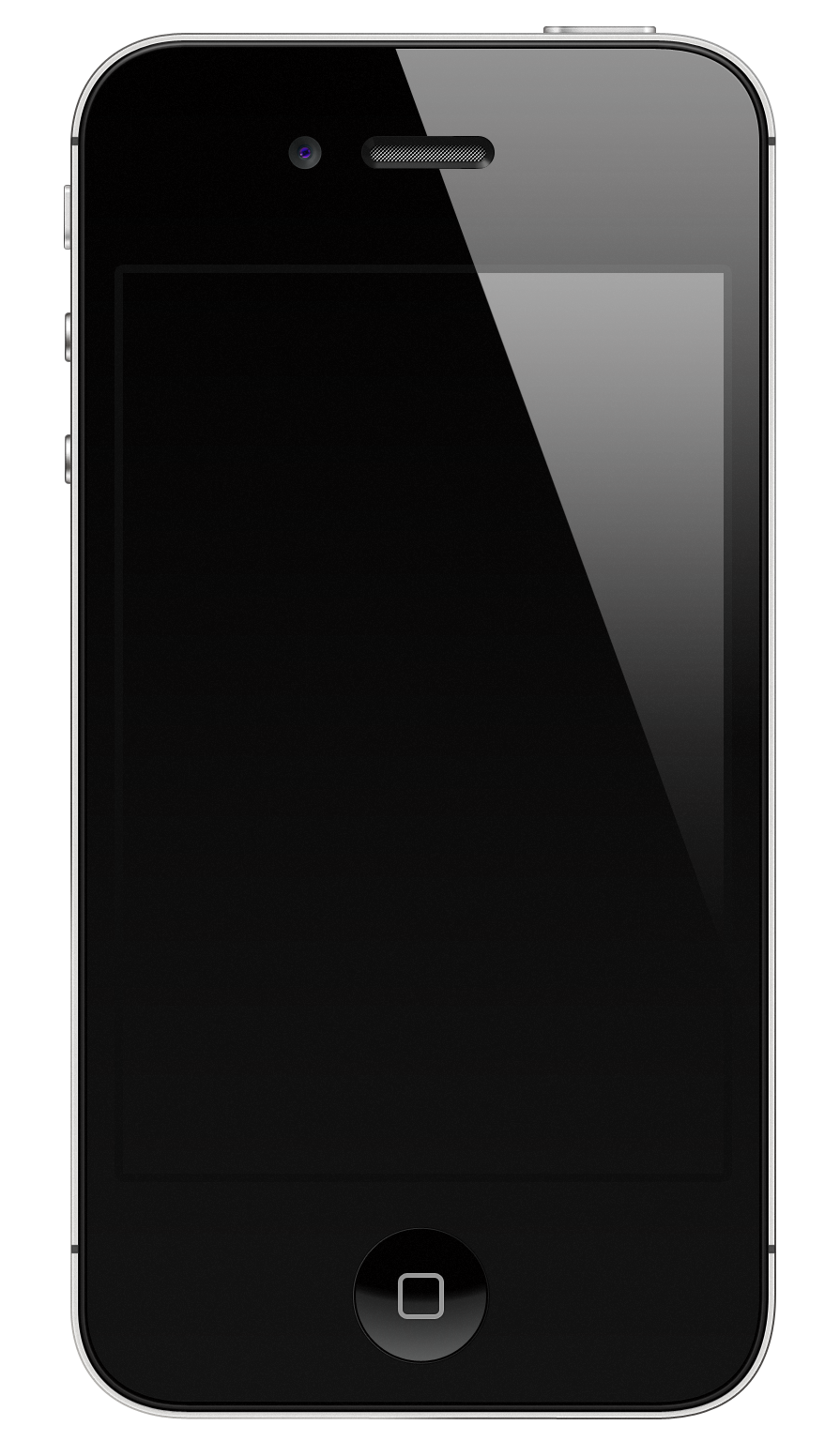
iPhone 4 e 4s
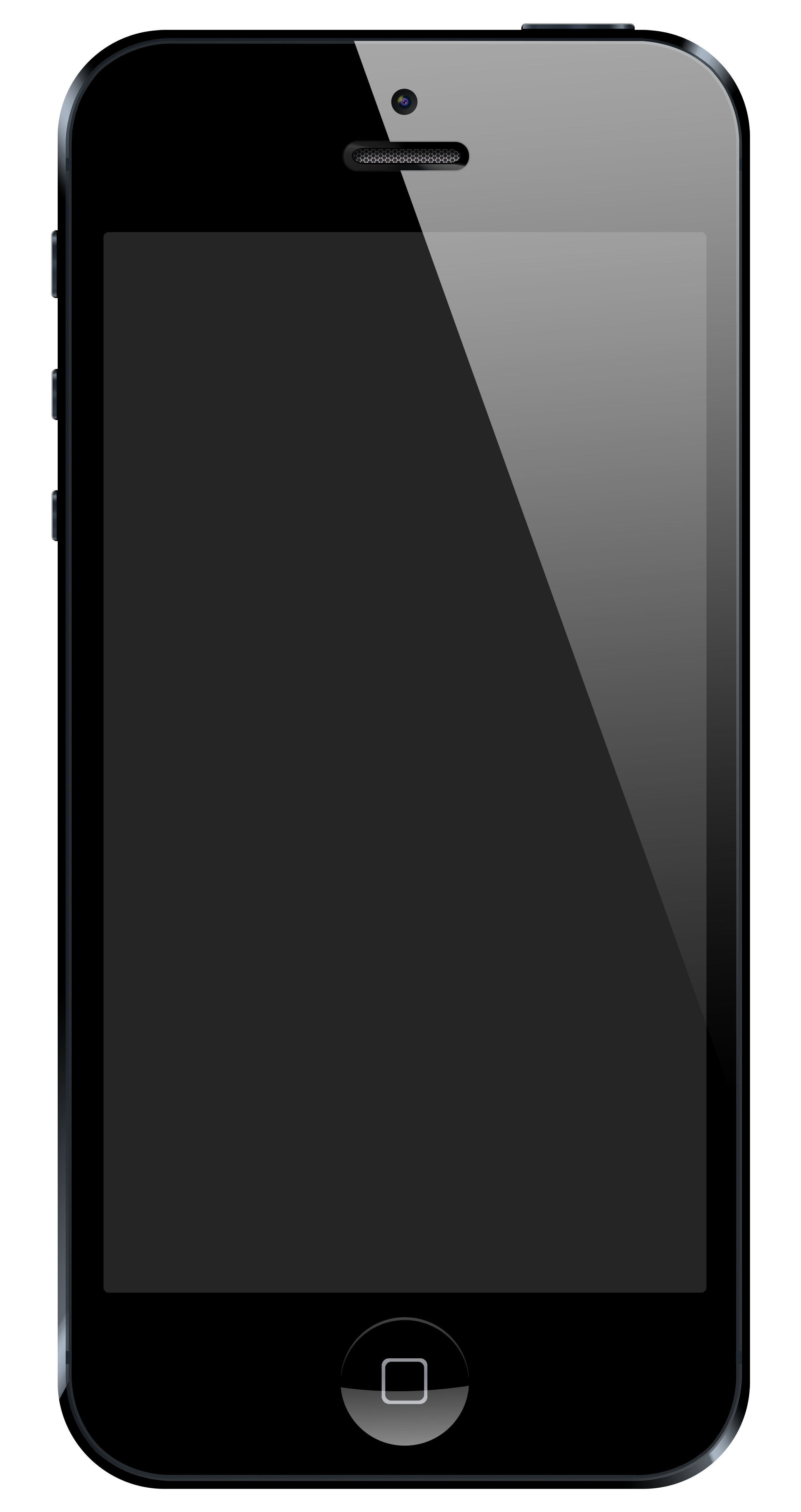
iPhone 5
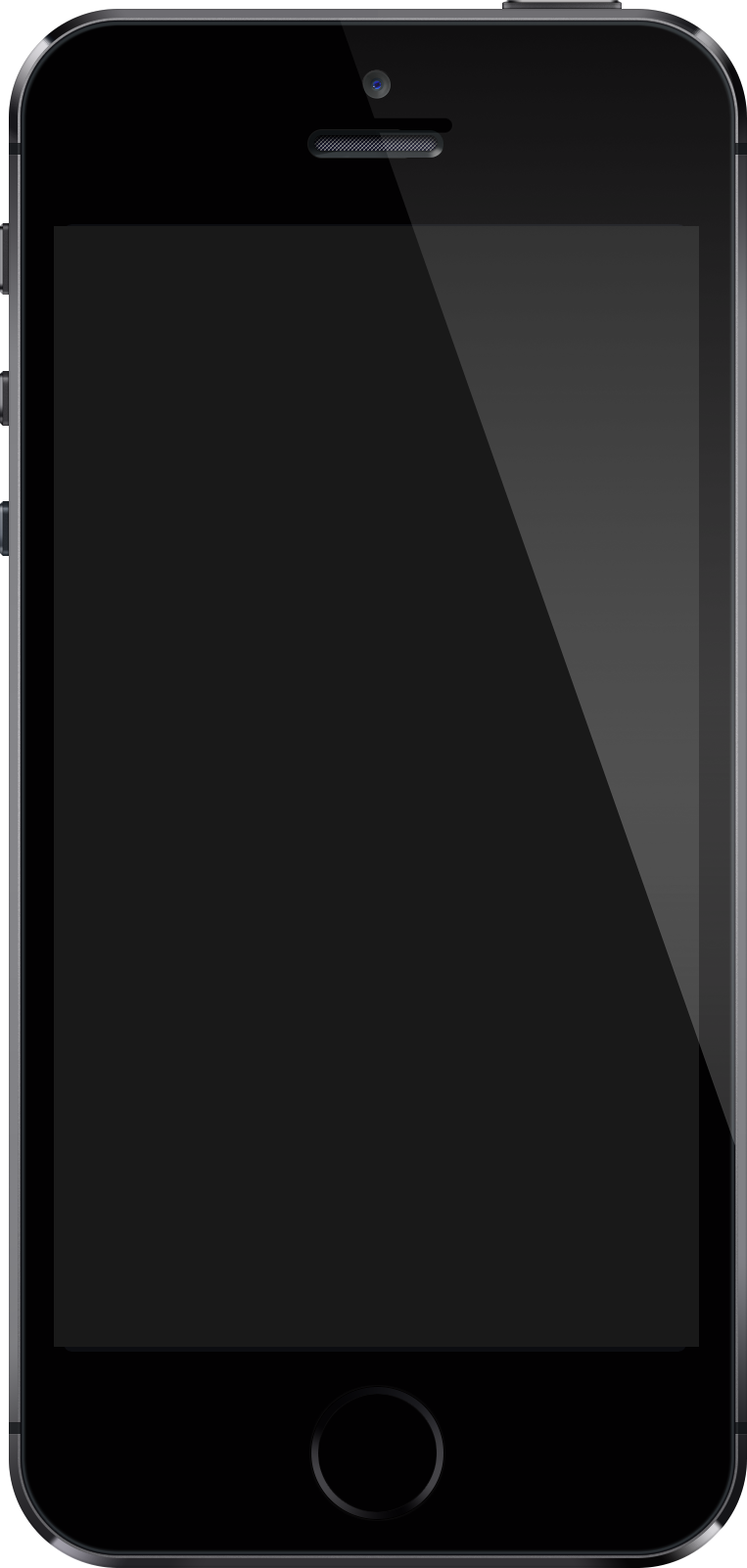
iPhone 5s
iPod touch de 5ª geração
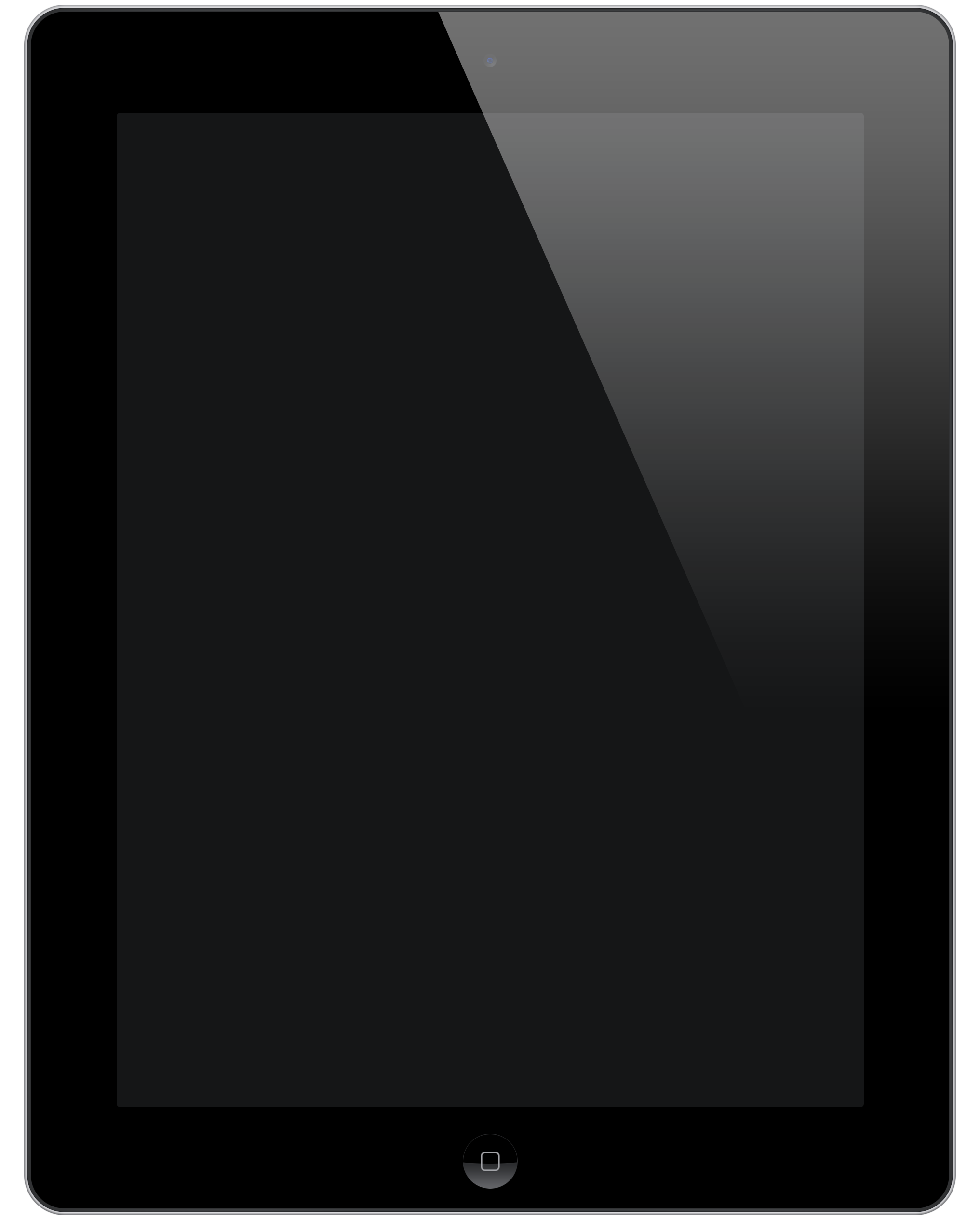
iPad 2, Retina e Air
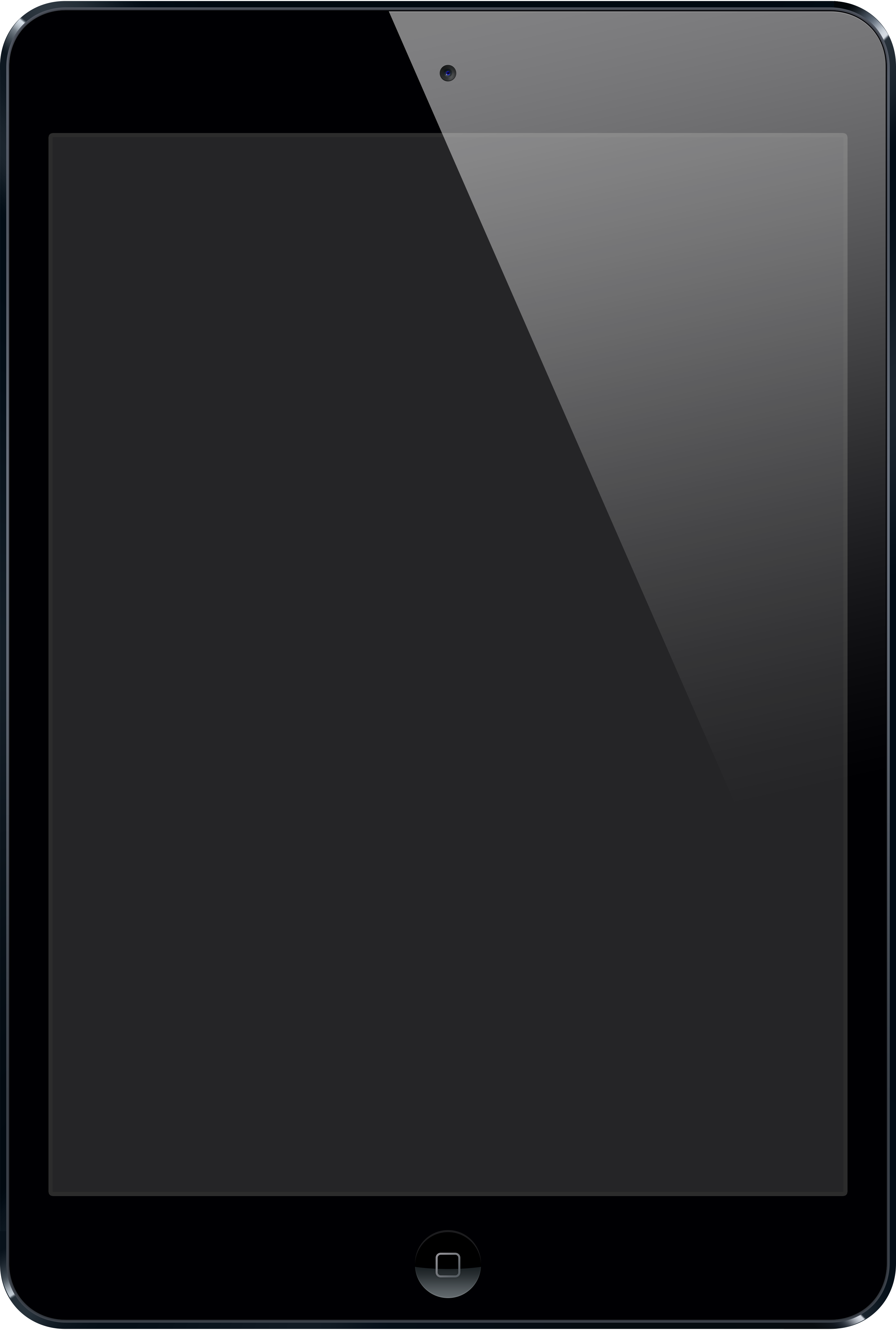
iPad mini 1ª e 2ª geração